# Centro histórico de San José de Maipo

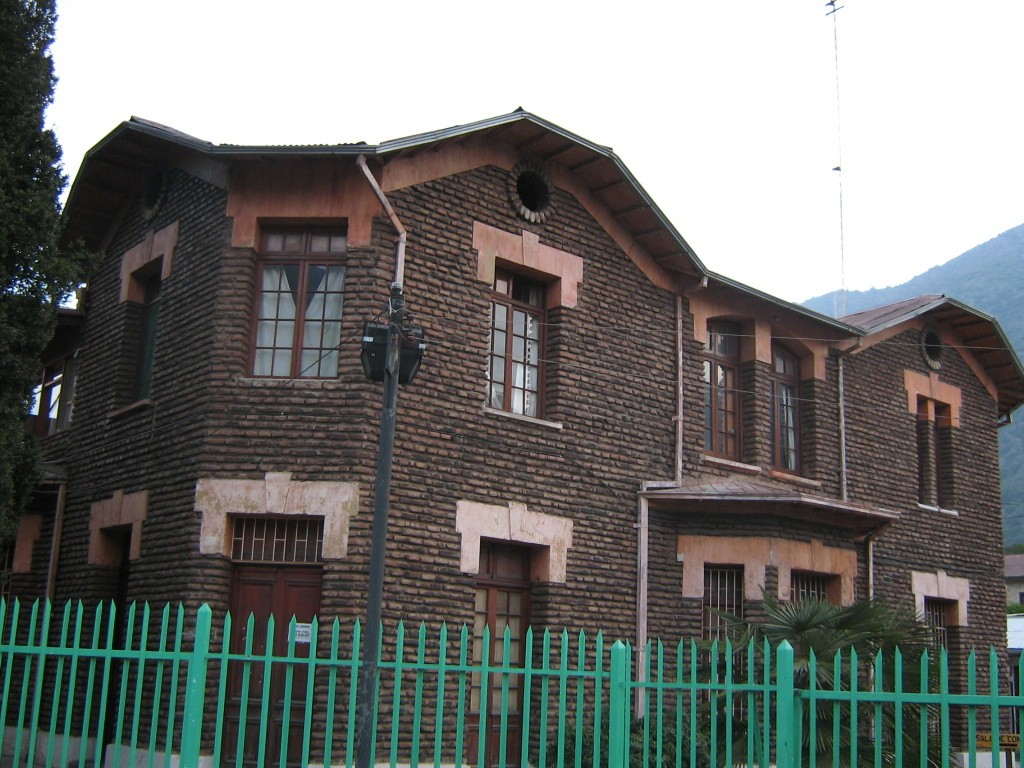
Municipio de la localidad

El centro histórico de San José de Maipo se ubica en la comuna homónima en la región Metropolitana de Santiago de Chile.  Se declaró Monumento Nacional de Chile, en la categoría de Zona Típica, mediante el Decreto N.º 266, del 1 de julio de 2010.

## Historia
El pueblo de San José de Maipo se fundó durante la época colonial en 1792, por mandato del Gobernador del Reino de Chile, Ambrosio O'Higgins. Debido a lo angosto del emplazamiento, el pueblo posee una forma alargada de norte a sur, con tres manzanas de ancho y nueve de largo. El modelo de plan urbano corresponde al trazado de Damero, herencia de la cultura española. Acorde a este sistema, la Plaza de armas Rafael Eyzaguirre se encuentra al centro del pueblo, y a su alrededor se ubican los edificios de mayor relevancia —iglesia, casa parroquial, municipalidad, aduana y escuela mixta—, varios de los cuales son monumentos nacionales.
La edificio consistorial, tenía 1930 un uso mixto; en el primer piso es estableció la sede municipal y en el segundo funcionaba el Hotel Francia. Otro edificio destacado es la Escuela Mixta, obra del arquitecto José Aracena. Ambas construcciones poseen un estilo sólido y solemne propio de la arquitectura alemana, pero la municipalidad evidencia detalles vernáculos en la albañilería. La iglesia de San José de Maipo se construyó en 1797, y en 1992 se declaró monumento nacional junto con su parroquia. Posee muros de adobe y una torre campanario de estilo neoclásico. La Aduana El Manzano se construyó como casa patronal, pero desde 1870 a 1973 funcionó de control fronterizo hacia Argentina.
Debido al clima cordillerano, el pueblo se convirtió en un centro terapéutico para pacientes con problemas respiratorios. Por este motivo se construyó el Sanatorio Laennec entre 1894 y 1896. Alrededor del mismo periodo se levantó el ferrocarril de Puente Alto a El Volcán, que comenzó a funcionar en 1978. Ambas construcciones se declararon monumentos históricos en 2002 y 1991 respectivamente.
Las viviendas familiares del centro histórico también se consideran dentro del patrimonio del pueblo. Son construcciones de adobe, de un piso, con techumbre a dos aguas con sus cumbreras paralelas a la calle. La mayoría de estas casa posee un estilo neoclásico, que se evidencia en el zócalo y en los remates que generalmente cooresponden a los alero de la cubierta. Al ser construcciones de adobe, predominan los llenos sobre los vanos.